# Indian Head Eagle
Indian Head Eagle – amerykańska złota moneta obiegowa o nominale dziesięciu dolarów amerykańskich projektu rzeźbiarza Augustusa Saint-Gaudensa, wybijana przez U.S. Mint w latach 1907–1933.  W latach 1907–1908 moneta wybijana była bez dewizy „In God We Trust” na prośbę prezydenta Theodore’a Roosevelta. Po naciskach Kongresu, od 1908 roku, moneta emitowana była już z dewizą umieszczoną na rewersie. Projekt monety wywołał początkowo kontrowersje ze względu na plotki dotyczące domniemanych modelek artysty oraz ze względu na to, że na głowie Miss Liberty, po namowach Roosevelta, Saint-Gaudens umieścił indiański pióropusz.
Monety o nominale 10 dolarów (Eagle) zostały ustanowione na mocy uchwalonej 2 kwietnia 1792 roku przez Kongres ustawy Coinage Act of 1792. Moneta Indian Head zastąpiła w 1907 roku w obiegu monetę Liberty Head Eagle (1838–1907).
Złote mennictwo w Stanach Zjednoczonych zostało wstrzymane przez prezydenta Franklina D. Roosevelta 5 kwietnia 1933 roku, kiedy nakazał zwrot złotych monet do Rezerwy Federalnej. Wyjątkiem było posiadanie walorów o wartości kolekcjonerskiej. 30 stycznia 1934 roku wszedł w życie Gold Reserve Act, który ostatecznie wycofał złoto z obiegu, wstrzymał pokrycie dla pieniądza papierowego w tym kruszcu i nakazał przetopienie go w sztaby.

## Tło historyczne
2 kwietnia 1792 roku Kongres uchwalił Coinage Act of 1792, który zezwolił na bicie monet kilku nominałów, w tym monet złotych o nominale 10 dolarów amerykańskich zwanych Eagle. Była to wówczas moneta o największym nominale w Stanach Zjednoczonych. W tym czasie złoto było istotnym kruszcem w amerykańskim handlu. W obiegu znajdowały się wówczas złote monety z Hiszpanii, Meksyku, Holandii czy Wielkiej Brytanii i pozostawały legalnym środkiem płatniczym w Stanach Zjednoczonych do 1857 roku. Pierwszymi złotymi monetami wybitymi w mennicy w Filadelfii były monety o nominale 5 oraz 10 dolarów zwane Capped Bust Eagle. Wybito je w 1795 roku. Od początku emisji pojawił się problem ze złotymi monetami. W 1792 roku ustalono stosunek srebra do złota na 15 do 1. Okazało się, że na rynku stosunek ten wynosił 16 do 1. Doprowadziło to do przetopu złotych monet, a następnie sprzedaży za wartość wyższą niż zadeklarowana. W 1803 roku Francja przyjęła stosunek srebra do złota na poziomie 15,5 do 1. Przyczyniło się to do jeszcze większego odpływu złotych monet za granicę. W związku z zaistniałymi problemami w 1804 roku dyrektor mennicy Elias Boudinot wstrzymał bicie monet Eagle.

W celu zaradzenia problemowi związanemu z przetopem lub wywozem złotych monet z państwa, w 1834 roku uchwalono Coinage Act of 1834. Na mocy tej ustawy zredukowano wagę złotych monet. Zabieg ten zachował wartość monet, ale jednocześnie przyczynił się do pozostawienia ich w obiegu na rynku krajowym. Na mocy tego prawa moneta o nominale 10 dolarów powinna mieć 232 grany (15,033 g) czystego złota próby 900, a nie jak według standardu ustalonego w Coinage Act of 1792 – 247,5 grana (16,037 g). Jednak przełom lat 30. i 40. XIX wieku był okresem depresji gospodarczej. Zapotrzebowanie na monety Eagle było niskie, ponieważ reprezentowała ona dużą wartość, ale koszty jej nabycia były równie wysokie i niewiele osób było na nie stać. W 1837 roku weszła w życie ustawa Coinage Act of 1837, która zwiększyła wagę monet dziesięciodolarowych wykonanych ze złota próby 900 do 258 granów (16,718 g). Wraz ze zmianą wagi i średnicy złotych monet Christian Gobrecht przystąpił do zmiany ich wizerunku. Stworzył motyw nazwany Coronet Head lub Liberty Head. Pojawił się on na monecie dziesięciodolarowej w 1838 roku. Na początku emisji Liberty Head Eagle, w latach 30. i 40. XX wieku, w Stanach Zjednoczonych gospodarka znajdowała się w depresji. W związku z tym, na nabycie tej monety, mogło sobie pozwolić niewiele osób. Od lat 50. XIX wieku sytuacja gospodarcza zaczęła się stabilizować, jednak popyt na monety dziesięciodolarowe pozostawał niski, nawet wśród kolekcjonerów.
W związku z kalifornijską gorączką złota zapoczątkowaną 1848 roku ilość złota napływająca na rynek krajowy zaczęła rosnąć, a jego wartość zaczęła maleć. W 1849 roku Izba Reprezentantów i Senat przyjęły ustawę, której pomysłodawcami byli James I. McKay i Charles G. Atherton. Reformowała ona złote mennictwo w Stanach Zjednoczonych i wprowadzała do obiegu złotą monetę o nominale 20 dolarów (Double Eagle). Głównym zamysłem, który stanowił podwaliny pod wprowadzenie monety Double Eagle była chęć przekształcenia dużych ilości złota na rynku w monety przy jak najmniejszym wysiłku mennic. Była to także realizacja próśb bankierów i przemysłowców, którzy woleli prowadzić rozliczenia przy pomocy monet o dużych nominałach. W 1853 roku Kongres uchwalił Coinage Act of 1853. Zawarto w nim mechanizm regulujący liczbę drobnych srebrnych monet na rynku. Od tej pory miały być one wybijane na konto rządowe za opłatą w złocie. Zasada ta doprowadziła de facto do nieformalnego wprowadzenia w Stanach Zjednoczonych standardu złota. W latach 50. XIX wieku popyt na monety dziesięciodolarowe pozostawał niski. W codziennym handlu preferowano drobniejszą złotą monetę Half Eagle (5 dolarów). Z kolei w operacjach bankowych i transakcjach międzynarodowych używano monet dwudziestodolarowych.
W latach 80. XIX wieku złote monety zaczęły znikać z obiegu. Część z nich pozostawała w państwowych rezerwach, inne natomiast były przechowywane przez banki lub przeznaczane do rozliczeń w handlu zagranicznym. Ilość złota na rynku kurczyła się także przez podpisanie przez prezydenta Benjamina Harrisona w 1890 roku ustawy Sherman Silver Purchase Act. Ustawa ta Zobowiązywała państwo do comiesięcznego skupu srebra w ilości co najmniej 4,5 miliona uncji. W celu uregulowania formalności za skup srebra od obywateli rząd musiał zlecić dodruk pieniądza papierowego. Obywatele z kolei używali banknotów do kupowania złota, za które nabywali srebro, które to z kolei odsprzedawali państwu.

## Projekt i emisja

### Prace nad projektem
W 1904 roku prezydent Theodore Roosevelt napisał do sekretarza skarbu Lesliego M. Shawa z pytaniem, czy można było wpłynąć na wygląd amerykańskich monet bez uzyskiwania na to zgody Kongresu. W styczniu 1905 roku prezydent poprosił Shawa o skontaktowanie się z dyrektorem U.S. Mint oraz zaproponował Augustusa Saint-Gaudensa jako osobę, która mogłaby wykonać projekty monet. Jeszcze w tym samym roku Roosevelt nawiązał korespondencję z Saint-Gaudensem na temat ewentualnych projektów. O wyborze tego artysty zadecydowały dwie kwestie. Pierwsza była taka, iż Saint-Gaudens zaprojektował medal na inaugurację zaprzysiężenie Roosevelta na prezydenta Stanów Zjednoczonych w 1904 roku. Wizerunek medalu zyskał aprobatę prezydenta. Drugą kwestią był podziw obu dla sztuki starożytnej Grecji. Rzeźbiarz zgodził się wykonać projekty wizerunków nowych monet dla U.S. Mint za sumę 5000 dolarów amerykańskich.
W listopadzie 1905 roku obaj prowadzili dyskusję nad wyglądem postaci Miss Liberty. Saint-Gaudens zaproponował „dynamicznie kroczącą przed siebie, jakby była na szczycie góry”, aby uczynić z niej „żywą istotę”, co byłoby świadectwem postępu i przeciwieństwem dotychczasowej formy przedstawiania Miss Liberty. Dodatkowo do stworzenia projektów nowych monet chciał użyć wizerunku orła z medalu prezydenckiego zaprojektowanego dla Roosevelta. 14 listopada Roosevelt zaakceptował pomysł z orłem oraz nowym przedstawieniem personifikacji wolności. Zaproponował dodatkowo, aby indiański pióropusz zastąpił używaną dotychczas w wizerunku Miss Liberty czapkę frygijską, której, jak twierdził prezydent, „nie noszą i nigdy nie nosili żadni wolni ludzie na świecie”. Według prezydenta nie było przeszkód, aby na głowie „konwencjonalnej” Miss Liberty nie umieścić „czysto amerykańskiego” nakrycia głowy. Ponadto, w marcu 1907 roku Roosevelt napisał, że Miss Liberty z pióropuszem jest „to nasza Wolność, a nie to, co starożytni Grecy i Rzymianie błędnie nazywali tym mianem – mamy pełne prawo do tego typowo amerykańskiego nakrycia głowy dla kobiety”. Od 1906 roku ze względu na pogarszający się stan zdrowia rzeźbiarza, korespondencję z prezydentem prowadził Homer Saint-Gaudens, syn Augustusa. Stan zdrowia Augustusa nie pozwolił mu na prowadzenie szeroko zakrojonych prac nad wizerunkami i artysta skupił się tylko na złotych monetach o dużych nominałach.
W ramach swojej korespondencji Augustus Sain-Gaudens i Roosevelt uzgodnili kwestie napisów, jakie miały się pojawić na monetach. Dyskutowany na początku wyraz „Justice” nigdy się nie pojawił na monetach Eagle i Double Eagle. W przeciwieństwie do monety dwudziestodolarowej, na monecie dziesięciodolarowej motto „E Pluribus Unum” pojawiło się na rewersie. W wypadku obu monet pominięto używaną od 1866 roku dewizę „In God We Trust”, ponieważ prezydent nie chciał, aby odwołanie do Boga znajdowało się na środkach płatniczych.

### Kontrowersje wokół profiluMiss Liberty
Projekt monety wywołał kontrowersje wśród opinii publicznej. Po pierwsze ze względu na pióropusz, który wśród Indian stanowił męskie nakrycie głowy, w szczególności wojowników, a nie kobiece. Drugą przyczyną były plotki dotyczące modelek rzeźbiarza. Według jednej z wersji, Saint-Gaudensowi pozowała Mary Cunningham, kelnerka i pokojówka z zajazdu Cornish (New Hampshire), która pochodziła z Irlandii. Jej rysy twarzy miały odpowiadać klasycznej koncepcji monety stworzonej przez rzeźbiarza. Emisja monety przypadła na czas, kiedy w Stanach Zjednoczonych negatywnie odnoszono się do imigrantów z Irlandii. Nie zwrócono jednak  wówczas uwagi na to, że sam projektant monety miał również irlandzkie pochodzenie.

Homer Saint-Gaudens tak pisał później o projekcie monety i kontrowersjach z nim związanych:

Wiele osób zna go jako „Mary Cunningham”, ponieważ pozowała do niego pokojówka o irlandzkim pochodzeniu, podczas gdy tylko „prawdziwa Amerykanka” powinna być modelką do naszej narodowej monety (...) Ponadto współczesna amerykańska błękitna krew może być zachwycona z faktu, iż profil twarzy był wzorowany na kobiecie, która rzekomo miała w żyłach murzyńską krew. Nie wiadomo któż inny, niż Indianin, mógłby być „prawdziwym Amerykaninem”.

Istnieją także teorie, według których modelką Saint-Gaudensa miała być jego kochanka, z pochodzenia Szwedka, Davida Clark lub Harriet Eugenia Anderson.

### Początek emisji monety
7 sierpnia 1907 roku prezydent Roosevelt wystosował list do sekretarza skarbu George’a B. Cortelyou z prośbą, aby mennica nie zwlekała dłużej z rozpoczęciem bicia monet. Monety o nominale 10 i 20 dolarów miały wejść do obiegu z rozpoczęciem września. Tydzień później Charles E. Barber napisał do nadzorcy mennicy w Filadelfii, aby przyspieszyć prace nad monetami, tym bardziej, że gipsowe odlewy monety dziesięciodolarowej dotarły do mennicy 22 lipca i od tej daty nie było żadnych informacji na ich temat. 25 września John H. Landis, nadzorca oddziału filadelfijskiego mennicy, przesłał do dyrektora U.S. Mint Franka A. Leachiego próbne monety Eagle. 500 sztuk zostało wybitych na prasie medalierskiej. Ich cechą charakterystyczną są kropki rozdzielające wyrazy w legendzie oraz ledwo zauważalne obrzeże (tzw. wire edge), które było nietypowe dla amerykańskiego mennictwa. Monety te są czasem uważane ze emisję kolekcjonerską lub emisję przeznaczoną do obiegu. Druga część monet próbnych była wybita stemplem poprawionym przez Charlesa E. Barbera z widocznym obrzeżem (tzw. rolled edge). Tych monet wybito ponad 30 000 sztuk i prawdopodobnie miały zostać przeznaczone do obiegu. Jednak pracownicy mennicy w obawie przed krytyką postanowili przetopić tę serię przed wypuszczeniem jej do obiegu. Operację tę miało przetrwać od 40 do 50 monet. Bowers przytacza źródła, które mają potwierdzać, że mennica sprzedawała później monety wire edge oraz rolled edge kolekcjonerom.
Jeszcze w 1907 roku Barber dokonał kolejnych korekt w stemplu i w legendzie zmniejszono liczbę trójkątnych separatorów pomiędzy wyrazami w legendzie. Ostatecznie w 1907 roku wybito 239 406 sztuk tej monety. Jednak jak w poprzednich monetach próbnych, tak i w tych zabrakło dewizy „In God We Trust”, co wywołało protesty. Prezydent Roosevelt dalej uważał, że stosowanie dewizy na monetach jest niestosowe, ale pozostawił tę kwestię do rozstrzygnięcia przez Kongres. W 1908 roku Kongres zarządził, że motto  powinno powrócić do legendy złotych monet. Zanim jednak do tego doszło, to oddział mennicy w filadelfii wybił 33 500 sztuk monet bez dewizy, a oddział w Denver wybił 210 000 sztuk takich monet.

### Koniec złotego mennictwa w Stanach Zjednoczonych
I wojna światowa doprowadziła w Europie do wzrostu inflacji i potrzeby kreowania pieniądza w związku z wydatkami na cele wojenne. W rezultacie standard złota w Europie przestał obowiązywać. W 1925 roku próbowano do niego powrócić, ale ciągły wzrost inflacji sprawił, że giełdy zaczęły odchodzić od systemu waluty opartym na złocie. W 1929 roku doszło w Stanach Zjednoczonych do Wielkiego Kryzysu. W latach 20. XX wieku monety Indian Head Eagle wybijano w 1920 i 1926 roku. Następnie emisje miały miejsce w 1930 roku i w latach 1932–1933. Bezrobocie stawało się coraz większe, banki i towarzystwa ubezpieczeniowe ogłaszały upadłość. Doprowadziło to do obaw o amerykański system monetarny. W związku z tym, 5 kwietnia 1933 roku prezydent Franklin D. Roosevelt ogłosił, że złoto powinno zostać wycofane z obiegu rynkowego i należy je zwrócić do Rezerwy Federalnej. Wyjątek stanowiły zbiory kolekcjonerskie. W 1933 roku wybito 312 500 sztuk monet Eagle, ale prawie wszystkie zostały od razu przetopione w mennicy. Te, które uniknęły przetopienia i trafiły do kolekcjonerów w 1933 roku, zgodnie ze stanowiskiem Departamentu Skarbu, mogły być przez nich legalnie posiadane. Inne stanowisko władze federalne objęły wobec monet Saint-Gaudens Double Eagle, których posiadanie uznano za nielegalne. Część z emitowanych monet Indian Head Eagle zostało poza Stanami Zjednoczonymi, głównie w Europie, gdzie znalazły się w rezerwach bankowych.
30 stycznia 1934 roku wszedł w życie Gold Reserve Act. Stanowił on, że złote mennictwo zostanie wstrzymane, a całe złoto powinno zostać wycofane z obiegu i przetopione w sztaby o wymiarach ustalonych przez Departament Skarbu.

## Nakłady
Nakłady monety Indian Head Eagle:
| Mennica (znak) | Filadelfia (brak znaku)                                | Denver (D)                              | San Francisco (S) |
| Rok            | Filadelfia (brak znaku)                                | Denver (D)                              | San Francisco (S) |
| -------------- | ------------------------------------------------------ | --------------------------------------- | ----------------- |
| 1907           | 500 (wire rim) 40–50 (rolled rim) 239 406 (bez dewizy) | -                                       | -                 |
| 1908           | 33 500 (bez dewizy) 341 370 (z dewizą)                 | 210 000 (bez dewizy) 836 500 (z dewizą) | 59 850 (z dewizą) |
| 1909           | 184 789                                                | 121 540                                 | 292 350           |
| 1910           | 318 500                                                | 2 356 640                               | 811 000           |
| 1911           | 505 500                                                | 30 100                                  | 51 000            |
| 1912           | 405 000                                                | -                                       | 300 000           |
| 1913           | 442 000                                                | -                                       | 66 000            |
| 1914           | 151 000                                                | 343 500                                 | 218 000           |
| 1915           | 351 000                                                | -                                       | 59 000            |
| 1916           | -                                                      | -                                       | 138 500           |
| 1920           | -                                                      | -                                       | 126 500           |
| 1926           | 1 014 000                                              | -                                       | -                 |
| 1930           | -                                                      | -                                       | 96 000            |
| 1932           | 4 463 000                                              | -                                       | -                 |
| 1933           | 312 500                                                | -                                       | -                 |

* Tabela nie uwzględnia liczby wybitych monet lustrzanych.

## Opis monety

### Awers
W środku pola awersu przedstawiono zwrócony w lewo profil Miss Liberty z indiańskim pióropuszem na głowie. Nad głową postaci 13 gwiazd, a pod nią data wybicia. W pióropusz zostało wpisane słowo „LIBERTY”. Awers w tej formie pozostał niezmienny do końca emisji monety.

### Rewers
Rewers monety przedstawia skierowanego w lewo orła, którego projekt został zaczerpnięty z medalu prezydenckiego zaprojektowanego na inaugurację. Orzeł siedział na gałązce oliwnej i strzałach. Nad orłem, wzdłuż otoku nazwa państwa „UNITED STATES OF AMERICA”. Na prawo od orła motto „E PLURIBUS UNUM”, a pod orłem nominał monety „TEN DOLLARS”.
Monety wybite w 1907 roku określane jako wire edge i rolled edge mają trójkątne separatory między wyrazami oraz na początku i końcu inskrypcji rewersu. Separatory występujące przed i po inskrypcjach usunięto na stemplach jeszcze w tym samym roku. Pozostawiono tylko separatory dzielące wyrazy inskrypcji. Motto „E PLURIBUS UNUM” pozbawiono separatorów w ogóle. Monety wybijane w tym roku, a także jeszcze w 1908 roku nie miały na rewersie dewizy „In God We Trust” ze względu na obiekcje prezydenta. Dopiero po naciskach Kongresu dewiza ta została umieszczona ponownie na rewersie i występowała na nim do końca emisji monety.
W latach 1907–1908 znak mennicy na rewersie znajdował się na lewo od gałązki oliwnej, przy krawędzi monety. Od 1908 roku znak ten wybijano pod gałązką oliwną, na lewo od grotów strzał.

### Krawędź
Od 1907 roku do 1911 monety na krawędziach monet wybijano 46 gwiazd. Symbolizowały one liczbę stanów należących do Unii. Od 1912 roku było ich już 48, ponieważ do Unii dołączyły Arizona i Nowy Meksyk.

### Opis fizyczny
Szczegóły opisu fizycznego monety:
- Waga: 16,71 g
- Średnica: 27 mm
- Kruszec: Au 900 (złoto 90%, miedź 10%)
- Krawędź: z 46 gwiazdami (1907–1911), z 48 gwiazdami (1912–1933)
- Mennica: Filadelfia, Denver, San Francisco